# Mohammad Reza Rezaei Kouchi
Mohammad Reza Rezaei Kouchi (en persa: محمدرضا رضایی کوچی, Yahrom, 1971) es una política y médico iraní. Es el representante de Yahrom en el Asamblea Consultiva Islámica.

## Historia Electoral
| Año  | Elección | Votos  | %     | Rango | Notas   |
| ---- | -------- | ------ | ----- | ----- | ------- |
| 2008 | Asamblea | 36,851 | 57.54 | 1st   | ganador |
| 2012 | Asamblea | 53,575 | 54.22 | 1st   | ganador |
| 2016 | Asamblea | 53,882 | 50.19 | 1st   | ganador |
| 2020 | Asamblea | 39,940 | 50.05 | 1st   | ganador |